# UCI Asia Tour de 2011-2012
O UCI Asia Tour de 2011-2012 foi a oitava edição do calendário ciclístico internacional asiático. Iniciou-se a 2 de outubro de 2011 na Indonésia, com o Tour da Indonésia e finalizou a 30 de setembro de 2012 no Brunei com o Tour de Brunei.
O ganhador da classificação individual e campeão do UCI Asia Tour foi o iraniano da equipa Tabriz Petrochemical Hossein Alizadeh que obteve quase todos os seus pontos na Volta ao Lago Qinghai. Segundo localizou-se o alemão Stefan Schumacher graças aos pontos obtidos ao final do calendário nos Tours da China I e II e terceiro foi o italiano Andrea Guardini que conseguiu a maioria dos pontos na Volta ao Lago Qinghai e o Tour de Langkawi.
Por equipas foi campeão a equipa malaio Terengganu, enquanto o Cazaquistão dominou as classificações por países e países sub-23.

## Carreiras e categorias
Com um total de 29 carreiras, foram seis as de categoria .HC (máxima), duas delas na China. Aos Tours de Hainan, Langkawi, Volta ao Lago Qinghai e a Japan Cup, somou-se a ascensão a essa categoria dos Tours de Catar e Omã.
As carreiras .1 foram o Tour de Taiwan e os Tours da China (foram duas carreiras este ano separadas por escassos dias). O resto das carreiras foram .2 (última categoria), que junto às carreiras em estrada e contrarrelógio do Campeonato da Ásia de Ciclismo formaram o calendário de 2011-2012.
Além destas carreiras, alguns campeonatos nacionais de estrada e contrarrelógio também ponturam para o UCI Asia Tour, dependendo da classificação por países da edição anterior.

### Carreiras suspendidas ou eliminadas
O calendário contava com mais carreiras mas algumas foram suspensas ou saíram do mesmo.
- Tour de Seul
- Tour do Paquistão
- Tour da Índia I
- Tour da Índia II
- Tour da Índia III
- Melaka Governor Cup
- Golan I
- Golan II
- Tour de Milad du Nour
- Kerman Tour
- Tour do Golfo Pérsico

## Equipas
As equipas que podem participar nas diferentes carreiras dependem da categoria das mesmas. A maior nível de uma carreira podem participar equipas a mais nível. As equipas UCI ProTeam, só podem participar das carreiras .HC e .1 mas têm cota limitada e os pontos que conseguem seus ciclistas não vão à classificação.
| Categoria | Categoria                      | Equipas                                                                                 |
| --------- | ------------------------------ | --------------------------------------------------------------------------------------- |
| .HC       | 1.hc (Carreira de um dia)      | ProTeam (max 50%) Profissionais Continentais Continentais Selecções nacionais           |
| .HC       | 2.hc (Carreira de vários dias) | ProTeam (max 50%) Profissionais Continentais Continentais Selecções nacionais           |
| .1        | 1.1 (Carreira de um dia)       | ProTeam (max 50%) Profissionais Continentais Continentais Selecções nacionais           |
| .1        | 2.1 (Carreira de vários dias)  | ProTeam (max 50%) Profissionais Continentais Continentais Selecções nacionais           |
| .2        | 1.2 (Carreira de um dia)       | Profissionais Continentais Continentais Selecções nacionais Selecções regionais Amadors |
| .2        | 2.2 (Carreira de vários dias)  | Profissionais Continentais Continentais Selecções nacionais Selecções regionais Amadors |

Para favorecer o convite às equipas mais humildes, a União Ciclista Internacional publicou um "ranking fictício" das equipas Continentais, sobre a base dos pontos obtidos pelos seus ciclistas na temporada anterior. Os organizadores de carreiras .1 e .2 devem obrigatoriamente convidar aos 3 primeiros desse ranking e desta forma podem aceder a um maior número de carreiras. Neste circuito os convidados automaticamente a carreiras de categoria .1 e .2 foram o Tabriz Petrochemical Team, Terengganu Cycling Team e Azad University Cross Team, ainda que a diferença do UCI WorldTour as equipas podem recusar dita convite.

## Calendário
Contou com as seguintes provas, tanto por etapas como de um dia.

### Outubro de 2011
| Data     | Carreira          | Cat. | Ganhador           | Equipa do ganhador      |
| -------- | ----------------- | ---- | ------------------ | ----------------------- |
| 2 ao 12  | Tour da Indonésia | 2.2  | Eric Sheppard      | Plano B Racing          |
| 20 ao 28 | Tour de Hainan    | 2.hc | Valentin Iglinskiy | Astana                  |
| 23       | Japan Cup         | 1.hc | Nathan Haas        | Genesys Wealth Advisers |

### Novembro de 2011
| Data     | Carreira           | Cat. | Ganhador         | Equipa do ganhador   |
| -------- | ------------------ | ---- | ---------------- | -------------------- |
| 1 ao 5   | Tour do Lago Taihu | 2.2  | Boris Shpilevsky | Tabriz Petrochemical |
| 12 ao 13 | Tour de Okinawa    | 2.2  | Kazuhiro Mori    | Aisan Racing         |

### Fevereiro de 2012
| Data     | Carreira                                  | Cat. | Ganhador           | Equipa do ganhador           |
| -------- | ----------------------------------------- | ---- | ------------------ | ---------------------------- |
| 5 ao 10  | Tour de Catar                             | 2.hc | Tom Boonen         | Omega Pharma-Quick Step      |
| 14 ao 19 | Tour de Omã                               | 2.hc | Peter Velits       | Omega Pharma-Quick Step      |
| 15       | Campeonato Asiático Contrarrelógio sub-23 | CC   | Arvin Goudarzi     | Selecção de Irão             |
| 15       | Campeonato Asiático Contrarrelógio        | CC   | Eugen Wacker       | Selecção de Kirguizistán     |
| 17       | Campeonato Asiático em Estrada sub-23     | CC   | Tomohiro Kinoshita | Selecção de Japão            |
| 18       | Campeonato Asiático em Estrada            | CC   | Kam Po Wong        | Selecção de Hong Kong        |
| 24 ao 4  | Tour de Langkawi                          | 2.hc | José Serpa         | Androni Giocattoli-Venezuela |

### Março de 2012
| Data     | Carreira       | Cat. | Ganhador     | Equipa do ganhador |
| -------- | -------------- | ---- | ------------ | ------------------ |
| 10 ao 16 | Tour de Taiwan | 2.1  | Rhys Pollock | Drapac             |

### Abril de 2012
| Data     | Carreira           | Cat. | Ganhador              | Equipa do ganhador    |
| -------- | ------------------ | ---- | --------------------- | --------------------- |
| 1 ao 6   | Tour da Tailândia  | 2.2  | Mitchell Lovelock-Fay | Selecção de Austrália |
| 14 ao 17 | Tour das Filipinas | 2.2  | Baler Ravina          | GO21                  |
| 22 ao 29 | Tour de Coreia     | 2.2  | Sung Baek Park        | KSPO                  |
| 27 ao 1  | Tour de Borneo     | 2.2  | Michael Torckler      | PureBlack Racing      |

### Maio de 2012
| Data     | Carreira           | Cat. | Ganhador             | Equipa do ganhador |
| -------- | ------------------ | ---- | -------------------- | ------------------ |
| 8 ao 13  | Jelajah Malaysia   | 2.2  | Yusuf Abrekov        | Uzbekistan Suren   |
| 11 ao 16 | Tour do Azerbaijão | 2.2  | Javier Ramírez Abeja | Andalucía          |
| 20 ao 27 | Volta ao Japão     | 2.2  | Fortunato Baliani    | Nippo              |
| 31 ao 3  | Tour de Kumano     | 2.2  | Fortunato Baliani    | Nippo              |

### Junho de 2012
| Data     | Carreira              | Cat. | Ganhador         | Equipa do ganhador    |
| -------- | --------------------- | ---- | ---------------- | --------------------- |
| 4 ao 10  | Tour de Singkarak     | 2.2  | Óscar Pujol      | Azad University       |
| 17       | Tour de Jakarta       | 2.2  | Chris Joven      | Selecção de Filipinas |
| 29 ao 12 | Volta ao Lago Qinghai | 2.hc | Hossein Alizadeh | Tabriz Petrochemical  |

### Agosto de 2012
| Data    | Carreira              | Cat. | Ganhador       | Equipa do ganhador |
| ------- | --------------------- | ---- | -------------- | ------------------ |
| 29 ao 1 | Tour de Java Oriental | 2.2  | Ivan Tsissaruk | Astana Track       |

### Setembro 2012
| Data     | Carreira         | Cat. | Ganhador            | Equipa do ganhador       |
| -------- | ---------------- | ---- | ------------------- | ------------------------ |
| 7 ao 12  | Tour da China I  | 2.1  | Martin Pedersen     | Christina Watches-Onfone |
| 15 ao 17 | Tour de Hokkaido | 2.2  | Maximiliano Richeze | Nippo                    |
| 15 ao 23 | Tour da China II | 2.1  | Stefan Schumacher   | Christina Watches-Onfone |
| 26 ao 30 | Tour de Brunei   | 2.2  | Hossein Askari      | Tabriz Petrochemical     |

## Classificações finais

### Individual
| Posição | Ciclista            | Pontos |
| ------- | ------------------- | ------ |
| 1       | Hossein Alizadeh    | 223    |
| 2       | Stefan Schumacher   | 221,33 |
| 3       | Andrea Guardini     | 216    |
| 4       | Kam Po Wong         | 210    |
| 5       | Taiji Nishitani     | 207    |
| 6       | Luka Mezgec         | 186    |
| 7       | José Serpa          | 180    |
| 8       | Hariff Salleh       | 145    |
| 9       | Maximiliano Richeze | 129    |
| 10      | Cameron Wurf        | 121,33 |

### Equipas
| Posição | Equipa                   | Pontos |
| ------- | ------------------------ | ------ |
| 1       | Terengganu               | 539    |
| 2       | Tabriz Petrochemical     | 440    |
| 3       | Christina Watches-Onfone | 432,98 |
| 4       | Nippo                    | 417    |
| 5       | Champion System          | 414,99 |

### Países
| Posição | País        | Pontos |
| ------- | ----------- | ------ |
| 1       | Cazaquistão | 856,84 |
| 2       | Japão       | 841    |
| 3       | Malásia     | 592    |
| 4       | Irão        | 557    |
| 5       | Hong Kong   | 449    |

### Países sub-23
| Posição | País        | Pontos |
| ------- | ----------- | ------ |
| 1       | Cazaquistão | 613,34 |
| 2       | Malásia     | 183    |
| 3       | Japão       | 116    |
| 4       | Índia       | 92     |
| 5       | Irão        | 73     |